# Saint-Antoine-Cumond
Saint-Antoine-Cumond – miejscowość i dawna gmina we Francji, w regionie Nowa Akwitania, w departamencie Dordogne. W 2013 roku populacja gminy wynosiła 382 mieszkańców. 
W dniu 1 stycznia 2017 roku z połączenia trzech ówczesnych gmin – Festalemps, Saint-Antoine-Cumond oraz Saint-Privat-des-Prés – utworzono nową gminę Saint-Privat-en-Périgord. Siedzibą gminy została miejscowość Saint-Privat-des-Prés. 